# Nucula irregularis
Nucula irregularis is een tweekleppigensoort uit de familie van de Nuculidae. De wetenschappelijke naam van de soort is voor het eerst geldig gepubliceerd in 1904 door G.B. Sowerby III.